# 柴田瑠歌
柴田 瑠歌（しばた るか、1999年2月5日 - ）は、日本の女優。
神奈川県出身。東映マネージメント所属。

## 来歴・人物
桐朋学園大学音楽学部声楽科卒業。2017年出演の映画「空の味」は「第10回田辺・弁慶映画祭」でグランプリをはじめ4部門を受賞。
2019年よりNHK「いないいないばあっ!」の公開ステージショー「ワンワンとあそぼうショー」にキャンキャンズとしてダンサー、MCで出演。
また、声楽科出身を生かし、ＴＶＣＭのテーマソングを同じ事務所所属の久遠明日美と二人で担当。映像、舞台、ダンス、歌など幅広く活動中。
- 特技：声楽、ピアノ、ダンス、テニス
- 趣味：ダンス、舞台鑑賞
- 資格：高等学校・中学校、音楽教諭一種免許、放課後児童支援員

## 出演

### 映画
- 空の味 相沢優子 役（2017年）
- スーパー戦闘 純烈ジャー 若村 役（2021年）
- スーパー戦闘 純烈ジャー 追い焚き☆御免 女工 役（2022年）
- いのちの停車場（2021年）

### テレビドラマ
- ベビーシッター・ギン!第9話（2019年、NHK-BSP）
- 特捜9 season3 第1話（2020年）
- テレビ東京　ドラマ25「全力で、愛していいかな？」第5話 (2023年)

### テレビアニメ
- おじゃる丸 子供 役（2023年、NHK Eテレ）

### VP
- 教育ドラマ「明日へのステップアップ」（2022年）

### CM
- 東急REIホテル　Web CM（2016年）
- 小学一年生 いけいけぴっかぴか　Web CM（2018年、小学館）
- 東映ホテルチェーンＴＶＣＭソング　歌唱担当（2022年）

### 舞台
- ゆずの輪 presents 「秋祭り 杜の音 ～ゆずの大応援～in 横浜文化体育館」バックダンサー（2018年）
- いないいないばあっ!　「ワンワンとあそぼうショー」ダンサー（キャンキャンズ）（2019年～）
- マグカル「バイトショウ～プラチナ盤～」主演　アイ 役（2019年）
- 扉座「リボンの騎士－県立鷲尾高校演劇部奮闘記2019－」芦沢塔子 役（2019年）
- マグカル「紅葉坂メモリーズ ―この坂を上った人たちに捧ぐ―」（2022年）
- ワンダーヴィレッジ「最強で最高の自慢の息子 Season2」語り部・天鷲 役  (2023年)
- 劇団12ミニッツ旗揚げ公演「×××になれなくて」チームBLUE ミナ 役   (2023年)
- ミュージカル座「この唄を友に」アイドル みほりん 役　(2024年)
- 「少女☆歌劇 レヴュースタァライト -The LIVE 青嵐- Baby Blue」霜月瑠璃 役（2024年）
- 小説家は純喫茶で受賞連絡を待つ…劇団皇帝ケチャップ「拘ったところでたかが文字」（2025年）[1]

### ナレーション
- 総合芸能情報プラットフォーム「STAND FOR　ARTISTS」システム紹介動画ナレーション（2022年）